# Шатијон (Алије)
Шатијон (фр. Châtillon) насеље је и општина у централној Француској у региону Оверња, у департману Алије која припада префектури Мулен.
По подацима из 2011. године у општини је живело 321 становника, а густина насељености је износила 24,88 становника/km². Општина се простире на површини од 12,9 km². Налази се на средњој надморској висини од 330 метара (максималној 456 m, а минималној 260 m).

## Демографија
| 1962. | 1968. | 1975. | 1982. | 1990. | 1999. | 2011. |
| ----- | ----- | ----- | ----- | ----- | ----- | ----- |
| 277   | 368   | 374   | 289   | 282   | 277   | 321   |

График промене броја становника у току последњих година